# Thunar
Thunar è un file manager per Linux e altri sistemi Unix-like, scritto usando il toolkit GTK, usato di default in Xfce. Sviluppato da Benedikt Meurer, ha sostituito XFFM, il precedente file manager di Xfce. Inizialmente fu chiamato Filer, ma il nome è stato cambiato a causa di omonimia con altre applicazioni.

## Storia
La versione 1.0.0 è stata pubblicata il 26 febbraio 2009, come parte di Xfce 4.6.0.
L'obiettivo principale del progetto Thunar è di creare un file manager veloce, pulito e facile da usare. È progettato per avere un avvio più veloce e più reattivo rispetto ad alcuni altri gestori di file Linux, come Nautilus o Konqueror. Thunar è essenziale e leggero nel design, ma può essere arricchito di molti plugin.
Dalla versione 1.5.1 è stato introdotto il sistema a tabs: le cartelle possono essere, cioè, aperte in più schede restando sempre nella stessa finestra.